# Walid El Khatroushi
Walid Mhadeb El Khatroushi (ar. وليد مهذب الختروشي, ur. 6 listopada 1985 w Trypolisie) – libijski piłkarz grający na pozycji pomocnika. Jest wychowankiem klubu Al-Ittihad Trypolis.

## Kariera klubowa
Karierę piłkarską El Khatroushi rozpoczął w klubie Al-Ittihad Trypolis. W 2005 roku zadebiutował w jego barwach w pierwszej lidze libijskiej. Pięciokrotnie wywalczył z Al-Ittihad mistrzostwo Libii w latach 2006, 2007, 2008, 2009, 2010. W latach 2007 i 2009 zdobył dwa Puchary Libii. Ma na koncie także pięć zdobytych Superpucharów Libii (2006, 2007, 2008, 2009, 2010).

## Kariera reprezentacyjna
W reprezentacji Libii El Khatroushi zadebiutował w 2011 roku. W 2012 roku został powołany do kadry na Puchar Narodów Afryki 2012.